# Dolby Laboratories
Dolby Laboratories (Dolby Labs) là một công ty được thành lập ở Anh có trụ sở tại Mỹ, nổi tiếng với công nghệ mã hóa âm thanh và bộ lọc âm thanh.

## Lịch sử hình thành và phát triển
Dolby Labs được sáng lập bởi Ray Dolby ở Anh vào năm 1965. Sau đó, ông chuyển công ty tới San Francisco, California, Mỹ vào năm 1976.
Sản phẩm đầu tiên của ông là bộ lọc âm thanh Dolby Type A. Một trong những đặc điểm của bộ lọc này là nó có thể giảm nhiễu âm thanh tới mức thấp nhất khi không có tín hiệu âm thanh, làm tăng khoảng cách giữa âm thanh được thu và nhiễu âm thanh tới mức có thể khiến cho tai người nghe không nghe thấy nhiễu. Ông đã tiếp thị sản phẩm này tới các công ty ghi âm và sau đó nó được áp dụng rộng rãi trong những phòng thu âm chuyên nghiệp vào những năm 1970.
Henry Kloss đã thuyết phục ông sản xuất một phiên bản dành cho máy nghe nhạc trên thị trường. Ông đã làm việc rất nhiều và sau đó giới thiệu bộ lọc Type B vào năm 1968
Sau đó, ông theo đuổi việc phát triển âm thanh trong phim. Bộ phim đầu tiên sử dụng bộ lọc âm thanh Dolby là A Clockwork Orange (1971). Callan (1974) là bộ phim đầu tiên sử dụng công nghệ mã hóa âm thanh quang học.
Năm 1975, Dolby phát hành hệ thống âm thanh nổi Dolby Stereo để xử lý âm thanh cho các rạp chiếu phim, nó bao gồm bộ lọc âm thanh với 4 kênh: hai kênh trái phải cho nhạc, 1 kênh trung tâm cho lời thoại và 1 kênh surround cho các hiệu ứng âm thanh tiếng động khác. Bộ phim đầu tiên sử dụng hệ thống âm thanh này là A Star Is Born (1976).
Trong vòng chưa đầy 10 năm, 6000 rạp chiếu phim trên toàn thế giới đã được trang bị hệ thống âm thanh nổi Dolby Stereo.
Cuối những năm 1980 đến đầu những năm 1990, Dolby đã bắt đầu áp dụng công nghệ Dolby Surround và sau đó là Dolby Pro Logic vào các hệ thống giải trí trong gia đình, sử dụng băng video và đĩa laser, với 4 kênh âm thanh như trong các rạp chiếu phim.
Khi chuyển từ công nghệ thu thanh thông thường sang kỹ thuật số, Dolby đã phát triển cách số hóa âm thanh mới AC-3, cho phép mã hóa âm thanh với tần số thấp hơn nhưng vẫn đảm bảo được chất lượng âm thanh.
Về sau, Dolby Digital và công nghệ mã hóa âm thanh AC-3 được sử dụng rộng rãi và trở thành không thể thiếu trong các thiết bị giải trí gia đình, DVD, HDTV.

## Danh sách công nghệ

### Bộ lọc âm thanh Analog (Analog audio noise reduction)
- Dolby A/B/C/S - Type NR
- Dolby SR
- Dolby FM
- Dolby HX Pro
- Dolby Advanced Audio

### Công nghệ mã hóa/giải mã âm thanh (Audio encoding/compression)
- Dolby Surround
- Dolby Digital (AC-3)
- Dolby E
- Dolby Stereo
- Dolby TrueHD
- AAC
- AAC Plus
- Dolby Pulse
- Dolby AC-4
- Dolby Atmos

### Công nghệ xử lý âm thanh (Audio processing)
- Dolby Headphone
- Dolby Virtual Speaker
- Dolby Pro Logic
- Audistry
- Dolby Volume
- Dolby Mobile
- Dolby Audio Plug-in cho Android

### Hệ thống âm thanh trong rạp chiếu phim (Digital cinema)
- Dolby Digital Cinema
- Dolby Surround 7.1
- Dolby 3D
- Dolby Atmos
- Dolby Cinema

### Công nghệ xử lý hình ảnh (Video processing)
- Dolby Contrast
- Perceptual Quantizer (PQ)
- Dolby Vision
- ICtCp

1. 1 2 3 4 5 6  “US SEC: 2021 Form 10-K Dolby Laboratories, Inc”. U.S. Securities and Exchange Commission. 17 tháng 11 năm 2021.
2. ↑  “Dolby Laboratories - Sound Technology, Imaging Technology, Voice Technology”. Audistry.com. Bản gốc lưu trữ ngày 21 tháng 8 năm 2009. Truy cập ngày 26 tháng 4 năm 2012.
3. ↑  “ViaLicensing”. ViaLicensing. Truy cập ngày 26 tháng 4 năm 2012.